# Tina Soler
Tina Soler (València, 3 de desembre del 1947 - 2 de desembre del 2020) fou una activista i editora valenciana.
Va treballar a l'editorial Tres i Quatre per mediació de Rosa Raga, i posteriorment a la Fundació Ausiàs March. Va ser l'encarregada, durant molts anys, de l'organització dels Premis Octubre.